# Campionati europei di atletica leggera 1934 - 5000 metri piani
I 5000 metri piani maschili ai campionati europei di atletica leggera 1934 si sono svolti il 9 settembre 1934.

## Podio
| Oro     | Roger Rochard Francia     |
| Argento | Janusz Kusociński Polonia |
| Bronzo  | Ilmari Salminen Finlandia |

## Risultati
| Pos.    | Nome                 | Nazionalità    | Tempo        | Note                  |
| ------- | -------------------- | -------------- | ------------ | --------------------- |
| Oro     | Roger Rochard        | Francia        | 14'36"8      | Record dei campionati |
| Argento | Janusz Kusociński    | Polonia        | 14'41"2      |                       |
| Bronzo  | Ilmari Salminen      | Finlandia      | 14'43"6      |                       |
| 4       | Lauri Virtanen       | Finlandia      | 14'47"6      |                       |
| 5       | Salvatore Mastroieni | Italia         | 15'00"6      |                       |
| 6       | János Kelen          | Ungheria       | 15'06"6      |                       |
| 7       | Nello Bartolini      | Italia         | 15'26"0      |                       |
| 8       | Eduard Prööm         | Estonia        | 15'35"0      |                       |
| 9       | Jenő Szilágyi        | Ungheria       | 15'43"0      |                       |
| 10      | Voldemārs Vītols     | Lettonia       | 15'52"0      |                       |
| 11      | Emil Müller          | Svizzera       | Nessun tempo |                       |
| 12      | Christiaan Petit     | Paesi Bassi    | Nessun tempo |                       |
| 13      | Jozef Koscák         | Cecoslovacchia | Nessun tempo |                       |